# Nils Täpp
Nils Täpp (né le 27 octobre 1917 et décédé le 23 octobre 2000) est un ancien fondeur suédois.

## Jeux olympiques
- Jeux olympiques d'hiver de 1948 à Saint-Moritz 
  -  Médaille d'or en relais 4 × 10 km.
- Jeux olympiques d'hiver de 1952 à Oslo 
  -  Médaille de bronze en relais 4 × 10 km.

## Championnats du monde
- Championnats du monde de ski nordique 1950 à Lake Placid 
  -  Médaille d'or en relais 4 × 10 km.